# Солнце (солнечная печь)

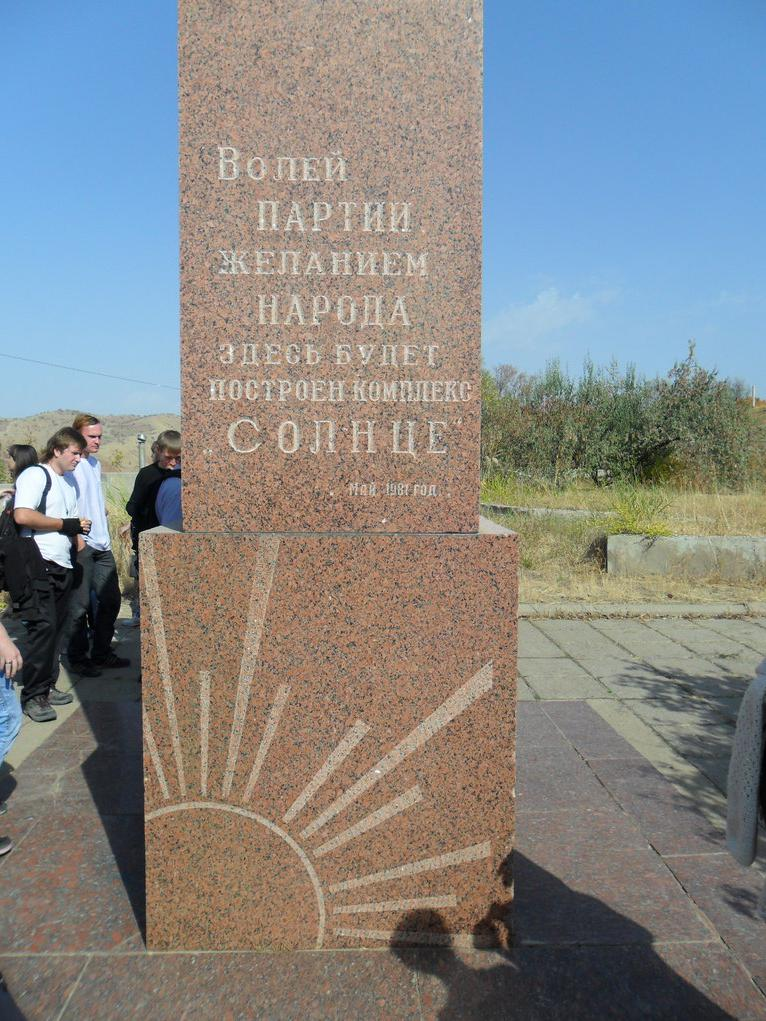
Стела на объекте «Солнце»

Гелиокомплекс «Солнце» — солнечная печь, одна из крупнейших в мире. Высота концентратора 54 м, ширина 47 м, также она включает в себя 62 гелиостата. Печь была построена в 1981—1987 гг., начала работать в 1987 году, имеет тепловую мощность в один мегаватт.
Как научно-исследовательский центр по изучению материалов при очень высоких температурах вместе с Институтом материаловедения и Физико-техническим институтом входит в состав комплекса НПО «Физика-Солнце» АН Узбекистана.

## География
Расположена в Паркенте, в 45 км восточнее Ташкента (Узбекистан). Местность была выбрана потому, что:
- время и качество направленного солнечного света более 250—270 дней в году;
- чистота и разрежённость атмосферы (1050 метров над уровнем моря[6]).

По словам сотрудников, весь гелиокомплекс расположен на едином скальном массиве, чтобы в случае землетрясений не сбивалось направление гелиостатов на концентратор.

## Принцип работы

Принцип работы

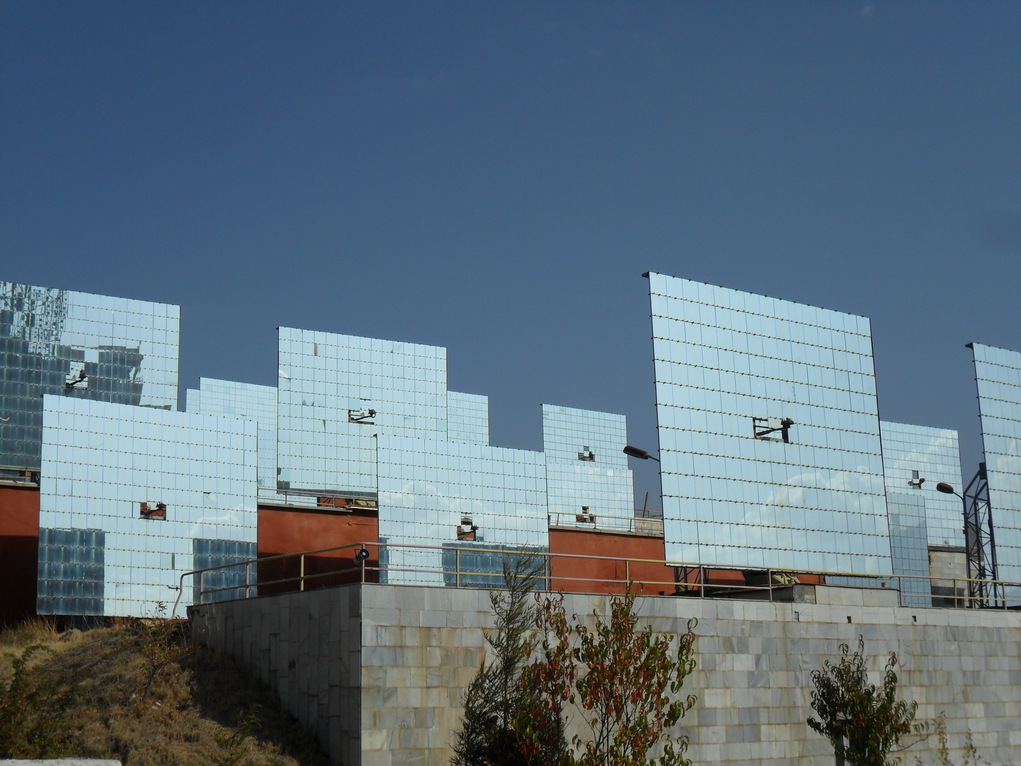
Гелиостаты большой солнечной печи Паркента

Используется концентрация лучей, отражённых зеркалами (их 12090). Солнечные лучи улавливаются зеркалами гелиостатов, расположенных на склоне, а затем направляются на концентратор (большое изогнутое зеркало 54×47 м.). Отражаясь от последнего, они концентрируются на технологической башне.
Для того чтобы точно направить отражённый луч Солнца, перед каждым гелиостатом размещается оптический датчик (ОД). Датчик неподвижен, и всегда направлен в выделенную ему часть концентратора.

## Преимущества
- температура свыше 3000 °C может быть получена в течение нескольких секунд[4][8][9];
- печь обеспечивает быстрое изменение температуры и, следовательно, позволяет изучать влияние термических ударов;
- нет загрязняющих элементов (горючий газ, отходы и т. д.), так как объект, который будет исследован, нагревается только излучением;
- нагревание может проходить в контролируемых атмосферных условиях (вакуум, верхние слои атмосферы Марса и т. д.).

## Использование
Области исследования также распространяются на авиационную и аэрокосмическую промышленности. В настоящее время гелиокомплекс доступен для свободного экскурсионного посещения. 

## Фоторепортажи
- olehan_a. Большая Солнечная Печь (гелиостанция). ЖЖ (15 сентября 2011). Дата обращения: 6 декабря 2016.
- Виктор Борисов. Гелиокомплекс «Солнце». ЖЖ (24 января 2012). Дата обращения: 7 декабря 2016.
- Николай Рыков. Большая солнечная печь. Остатки былого величия. Узбекистан. ЖЖ (20 февраля 2015). Дата обращения: 6 декабря 2016.